# Nebraska (teritoriu SUA)

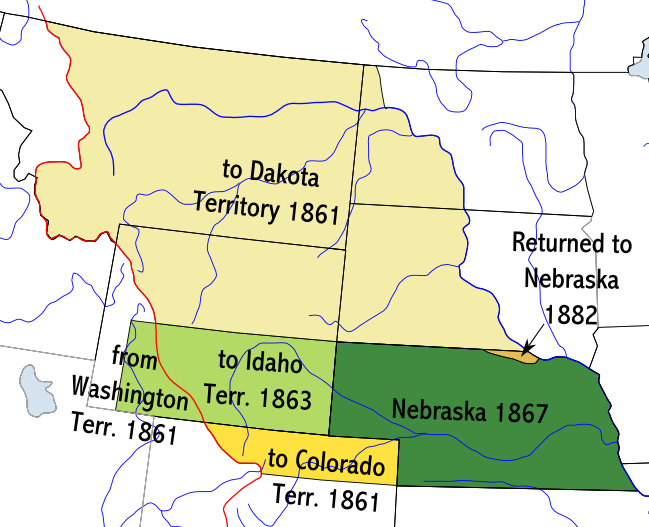
Hartă a Nebraska Territory între 1854 și 1867.

Teritoriul Nebraska, conform originalului Nebraska Territory a fost un teritoriu organizat istoric al Statelor Unite ale Americii, o entitate administrativă pre-statală, care a ființat între 30 mai 1854 și 1 martie 1867 când teritoriul a devenit statul Nebraska. Teritoriul a fost creat prin proclamarea în 1854 documentului Kansas-Nebraska Act de către Congresul Statelor Unite al Americii.  Capitala teritorială a fost Omaha.